# Балаклеївська сільська територіальна громада
Балакле́ївська сільська територіальна громада — територіальна громада в Україні, у Черкаському районі Черкаської області. Адміністративний центр — село Балаклея.
Площа громади — 155,27 км², населення — 5063 мешканці (2018).
Утворена шляхом об'єднання Балаклеївської та Малостаросільської сільських рад Смілянського району. Перші вибори відбулись 23 грудня 2018 року. 2020 року до громади було приєднано ще Костянтинівську сільську раду.

## Склад
До складу громади входять:
| Населений пункт       | Населення, осіб (1989) | Населення, осіб (2001) |
| --------------------- | ---------------------- | ---------------------- |
| Балаклея, село        | 5244                   | 4544                   |
| Будки, село           | 1538                   | 1423                   |
| Костянтинівка, село   | 2794                   | 2749                   |
| Мале Старосілля, село | 1166                   | 915                    |
| Плоске, село          | 1924                   | 1650                   |
| Теклине, село         | 691                    | 605                    |